# Chinnenahalli, Channarayapatna
Chinnenahalli là một làng thuộc tehsil Channarayapatna, huyện Hassan, bang Karnataka, Ấn Độ.